# 中村佳朗
中村 佳朗（なかむら よしあき、1949年 - ）は、日本における流体力学、航空宇宙工学を専門とする学者。名古屋大学名誉教授。工学博士（名古屋大学）。

## 略歴・人物
静岡市清水区出身。1968年、静岡県立静岡高等学校卒業。1973年、名古屋大学工学部航空学科卒業。1978年、名古屋大学大学院工学研究科航空工学博士課程修了、工学博士。同年、名古屋大学工学部助手（〜1986年3月）。1981年6月、NASAエイムズ研究センターNRC研究員（〜1983年06月）。1986年4月、名古屋大学工学部助教授（〜1991年04月）、1991年5月、名古屋大学大学院工学研究科航空宇宙工学専攻教授。2013年、日本航空宇宙学会フェロー。2014年、名誉教授。中部大学工学部機械工学科教授。

## 著書
- 『乱流工学ハンドブック』(分担執筆) 朝倉書店 2009
- 『航空宇宙工学便覧』(分担執筆) 丸善 日本航空宇宙学会 編 2005
- 『ジェットエンジン』 中村佳朗 監修 ; 鈴木弘一 著 森北出版 2004.10
- 『ロケットエンジン』 中村佳朗 監修 ; 鈴木弘一 著 森北出版 2004.4
- 『圧縮性ジェットの崩壊とそれに伴う空力音発生メカニズムの解明』 中村佳朗 ほか著 2001.3
- 『乱流の数値流体力学』(分担執筆) 東京大学出版会 1998
- 『流体実験ハンドブック』(分担執筆) 朝倉書店 1998
- 『空力音発生メカニズムの解明』 中村佳朗 ほか著 1996.3
- 『数値流体力学』(分担執筆) 東京大学出版会 1992